# Condado de Seward (Kansas)
O Condado de Seward é um dos 105 condados do estado americano de Kansas. A sede do condado é Liberal, que é também a sua maior cidade.. O condado tem uma área de 1659 km² (dos quais 3 km² estão cobertos por água), uma população de 22 510 habitantes, e uma densidade populacional de 14 hab/km² (segundo o censo nacional de 2000). O condado foi fundado em 20 de março de 1873 e recebeu o seu nome em homenagem a William H. Seward, que foi o 12.º governador de Nova Iorque (1839-1842), senador (1849-1861) e secretário de Estado dos Estados Unidos (1861-1869).